# Songs of Surrender
Songs of Surrender è un album in studio del gruppo musicale irlandese U2, pubblicato il 17 marzo 2023 dalla Universal Music Group. Prodotto dal chitarrista della band, The Edge, l'album ripropone brani già pubblicati precedentemente dal gruppo, ma reinterpretati in una versione acustica. Questa reinterpretazione va a modificare, in certi casi, alcuni elementi del testo e della parte strumentale.

## Antefatti
L'album è nato dalla volontà di dare una nuova interpretazione a brani musicali scritti agli inizi dell'attività artistica degli U2. La notizia della pubblicazione dell'album è stata data il 10 gennaio 2023 attraverso un video trasmesso su YouTube. Tra i brani che hanno subito una modifica vi è Walk On, originariamente dedicata all'attivista Aung San Suu Kyi e rinominata nell'album Walk On (Ukraine). Bono, in merito, ha dichiarato di come sia rimasto deluso dall'attivista birmana e, pertanto, di aver dedicato il brano a Zelens'kyj, presidente dell'Ucraina nel momento dell'invasione del suo Paese.

## Registrazione
La realizzazione dell'album è iniziata all'inizio del 2021, in concomitanza con i lockdown imposti dalla pandemia di Covid. Il basso e la batteria non compaiono in tutti i brani. Inoltre, la parte relativa alle percussioni è stata influenzata dalle condizioni di salute di Larry Mullen, pertanto The Edge ha utilizzato delle basi registrate in passato dallo stesso Mullen che sono state impiegate nel brano Get Out of Your Own Way. Le registrazioni sono avvenute in modo informale in uno studio predisposto all'interno dell'abitazione di The Edge, mentre altre sessioni sono state completate in altri studi di registrazione a Londra e a Los Angeles.

## Pubblicazione

### Promozione
In concomitanza con la pubblicazione dell'album, il 17 marzo è stato trasmesso una trasmissione televisiva intitolata Bono & The Edge: A Sort of Homecoming  con David Letterman, trasmessa su Disney+. Il programma, diretto da Morgan Neville e girato in forma di documentario, è una visita di Dublino, città natale della band, attraverso alcuni luoghi caratteristici per i due artisti, assieme a David Letterman. Al termine della trasmissione compare un concerto all'ambassador Theatre.

## Tracce

### 4CD Super Deluxe Collector’s Edition e versione digitale
CD1 - The Edge
1. One – 3:35
2. Where the Streets Have No Name – 4:17
3. Stories for Boys – 2:51
4. 11 O'Clock Tick Tock – 3:58
5. Out of Control – 4:09
6. Beautiful Day – 3:53
7. Bad – 5:31
8. Every Breaking Wave – 5:11
9. Walk On (Ukraine) – 4:07
10. Pride (In the Name of Love) – 3:57

CD2 - Larry
1. Who's Gonna Ride Your Wild Horses – 5:17
2. Get Out of Your Own Way – 3:27
3. Stuck in a Moment You Can't Get Out Of – 4:34
4. Red Hill Mining Town – 5:02
5. Ordinary Love – 3:13
6. Sometimes You Can't Make It on Your Own – 5:00
7. Invisible – 4:23
8. Dirty Day – 3:57
9. The Miracle (of Joey Ramone) – 3:29
10. City of Blinding Lights – 4:55

CD3 - Adam
1. Vertigo – 3:29
2. I Still Haven't Found What I'm Looking For – 4:15
3. Electrical Storm – 4:13
4. The Fly – 4:02
5. If God Will Send His Angels – 5:14
6. Desire – 2:56
7. Until the End of the World – 4:44
8. Song for Someone – 3:48
9. All I Want Is You – 4:28
10. Peace on Earth – 4:22

CD4 - Bono
1. With or Without You – 3:14
2. Stay (Faraway, So Close!) – 5:03
3. Sunday Bloody Sunday – 4:13
4. Lights of Home – 4:20
5. Cedarwood Road – 3:24
6. I Will Follow – 3:40
7. Two Hearts Beat as One – 4:08
8. Miracle Drug – 3:35
9. The Little Things That Give You Away – 4:52
10. 40 – 3:03

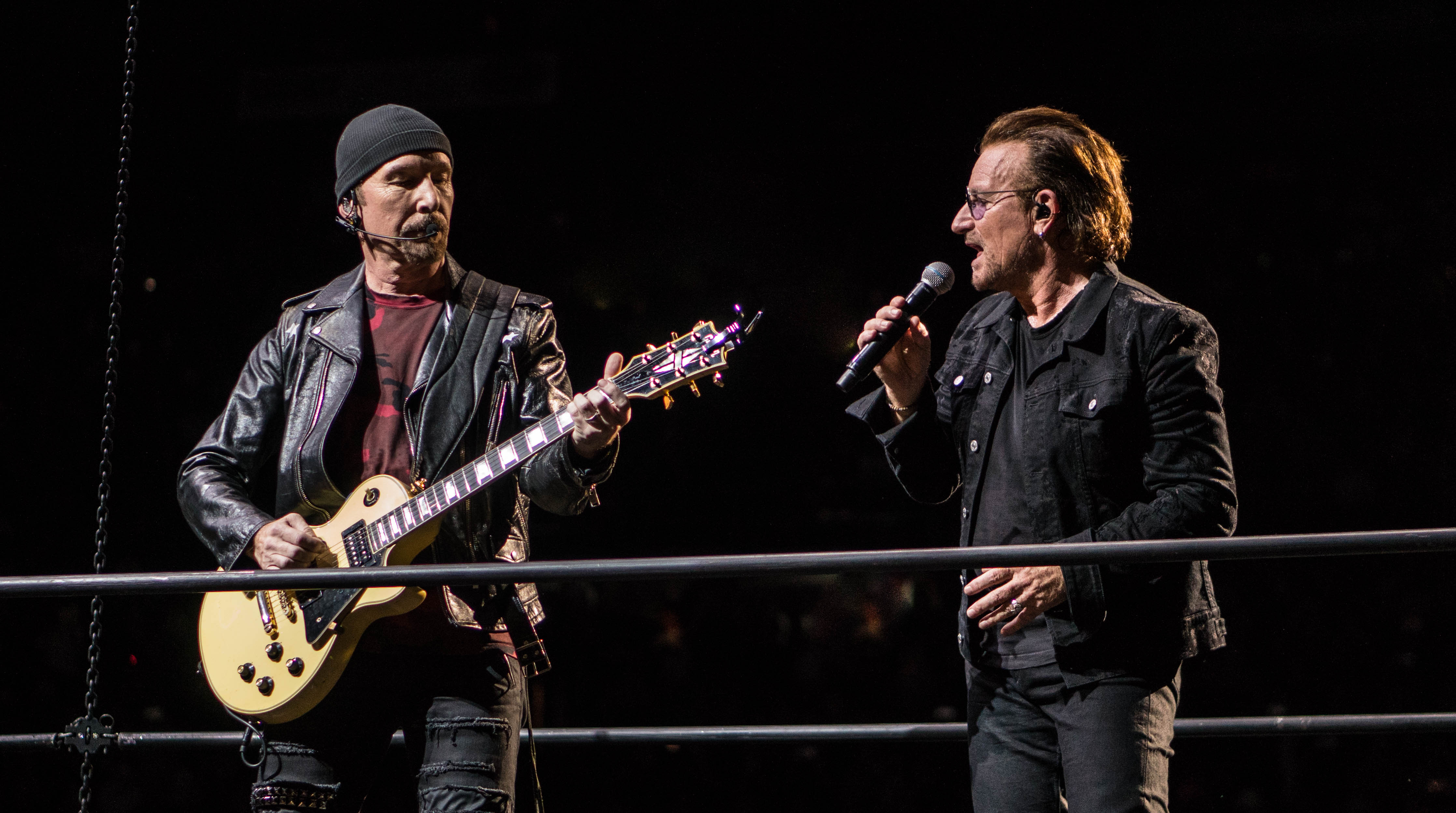
La maggior parte dei brani musicali sono stati eseguiti dal chitarrista the Edge e dal cantante Bono.

Nella versione digitale, ciascun titolo di ogni brano è seguito dalle parole "(Songs of Surrender)".

### Standard CD, vinile e musicassetta
1. One
2. Where the Streets Have No Name
3. Stories for Boys
4. Walk On (Ukraine)
5. Pride (In the Name of Love)
6. City of Blinding Lights
7. Ordinary Love
8. Invisible
9. Vertigo
10. I Still Haven't Found What I'm Looking For
11. The Fly
12. If God Will Send His Angels
13. Stay (Faraway, So Close!)
14. Sunday Bloody Sunday
15. I Will Follow
16. 40

### Deluxe CD
1. One
2. Where the Streets Have No Name
3. Stories for Boys
4. Beautiful Day
5. Walk On (Ukraine)
6. Pride (In the Name of Love)
7. City of Blinding Lights
8. Red Hill Mining Town
9. Ordinary Love
10. Invisible
11. Vertigo
12. I Still Haven't Found What I'm Looking For
13. The Fly
14. If God Will Send His Angels
15. Until the End of the World
16. With or Without You
17. Stay (Faraway, So Close!)
18. Sunday Bloody Sunday
19. I Will Follow
20. 40

## Classifiche

### Classifiche settimanali
| Classifica (2023) | Posizione massima |
| ----------------- | ----------------- |
| Australia         | 3                 |
| Austria           | 1                 |
| Belgio (Fiandre)  | 1                 |
| Belgio (Vallonia) | 1                 |
| Canada            | 5                 |
| Croazia           | 1                 |
| Danimarca         | 8                 |
| Finlandia         | 29                |
| Francia           | 2                 |
| Germania          | 1                 |
| Grecia            | 6                 |
| Irlanda           | 1                 |
| Islanda           | 15                |
| Italia            | 1                 |
| Norvegia          | 12                |
| Nuova Zelanda     | 8                 |
| Paesi Bassi       | 1                 |
| Polonia           | 4                 |
| Regno Unito       | 1                 |
| Repubblica Ceca   | 15                |
| Spagna            | 2                 |
| Stati Uniti       | 5                 |
| Svezia            | 24                |
| Svizzera          | 1                 |
| Ungheria          | 7                 |

### Classifiche di fine anno
| Classifica (2023) | Posizione |
| ----------------- | --------- |
| Portogallo        | 19        |
| Spagna            | 93        |